# Тахчианов, Пантелеймон Иванович
Пантелеймон Иванович Тахчианов (1906—1977) — сотрудник советских органов государственной безопасности, полковник.

## Биография
Пантелеймон Иванович Тахчианов родился 20 сентября 1906 года в селе Веришан Карсской области (ныне д. Гюрбюзлер, район Сарыкамыш, ил Карс, Турция). В 1917 году окончил сельскую школу в родном селе, после чего работал батраком в Таврической губернии. В июне 1921 года пошёл на службу в Рабоче-Крестьянскую Красную Армию, служил стрелком в частях особого назначения. После демобилизации проживал в Крыму. В 1928 году окончил Симферопольскую совпартшколу, в 1931 году — восемь групп вечерней школы, в 1933 году — один курс Института востоковедения в Москве.
В июне 1928 года Тахчианов пошёл на службу в органы государственной безопасности СССР. Служил в контрразведывательных подразделениях ПП ОГПУ по Крыму, неоднократно направлялся в заграничные командировки в Турцию со специальными заданиями по линии Иностранного отдела ОГПУ-НКВД. В октябре 1939 года Тахчианов был уволен в запас, однако в декабре того же года вновь был восстановлен на службе. Во время существования первого НКГБ СССР в феврале-августе 1941 года занимал должность начальника 6-го (ближневосточного) отдела 1-го (разведывательного) Управления НКГБ СССР. Во время Великой Отечественной войны служил в Татарской АССР, был заместителем республиканского народного комиссара внутренних дел, народным комиссаром государственной безопасности республики.
С августа 1945 года Тахчианов вновь служил в центральном аппарате МГБ СССР, возглавлял отделы 2-го Главного управления. В апреле 1953 года он был направлен в Саратов на должность начальника 1-го отдела Управления МВД Саратовской области. В декабре 1953 года в звании полковника Тахчианов был уволен по сокращению. Получил статус персонального пенсионера союзного значения. Проживал в Москве. Умер в сентябре 1977 года.
Заслуженный работник НКВД СССР. Был также награждён двумя орденами Красного Знамени, орденом Отечественной войны 1-й степени, двумя орденами Красной Звезды и рядом медалей.